# Acronicta fragilis
Acronicta fragilis är en fjärilsart som beskrevs av Achille Guenée 1852. Acronicta fragilis ingår i släktet Acronicta och familjen nattflyn. Inga underarter finns listade i Catalogue of Life.

## Bildgalleri

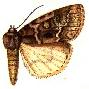